# Porté disparu (film, 1984)
 (août 2024).
Si vous disposez d'ouvrages ou d'articles de référence ou si vous connaissez des sites web de qualité traitant du thème abordé ici, merci de compléter l'article en donnant les références utiles à sa vérifiabilité et en les liant à la section « Notes et références ».
Pour les articles homonymes, voir Porté disparu.
Pour plus de détails, voir Fiche technique et Distribution.
Porté disparu (Kharag wa lam ya'ud en égyptien) est une comédie égyptien sur la déshumanisation de la vie dans les grandes villes.

## Synopsis
Le film dépeint un citadin déprimé qui part pour la campagne où il tente de vendre un terrain dont il a hérité. Il est charmé par la vie idyllique, mais il souffre d'une grave indigestion due à la générosité de ses hôtes.
Il s'adapte finalement aux habitudes de la campagne, et remet son retour à la ville plusieurs fois. Il comprend qu'en fait, il n'arrivera plus jamais à retourner en ville.

## Fiche technique
- Titre original : Kharag wa lam ya'ud
- Titre français : Porté disparu
- Réalisation : Mohamed Khan
- Pays d'origine : Égypte
- Durée : 95 min
- Date de sortie : 1984

## Distribution
- Yehia El-Fakharany : Atia Abdelkhalek
- Laila Elwi : Khaireya
- Farid Chawki : Kamal Bek Aziz